# موسيقى قديمة

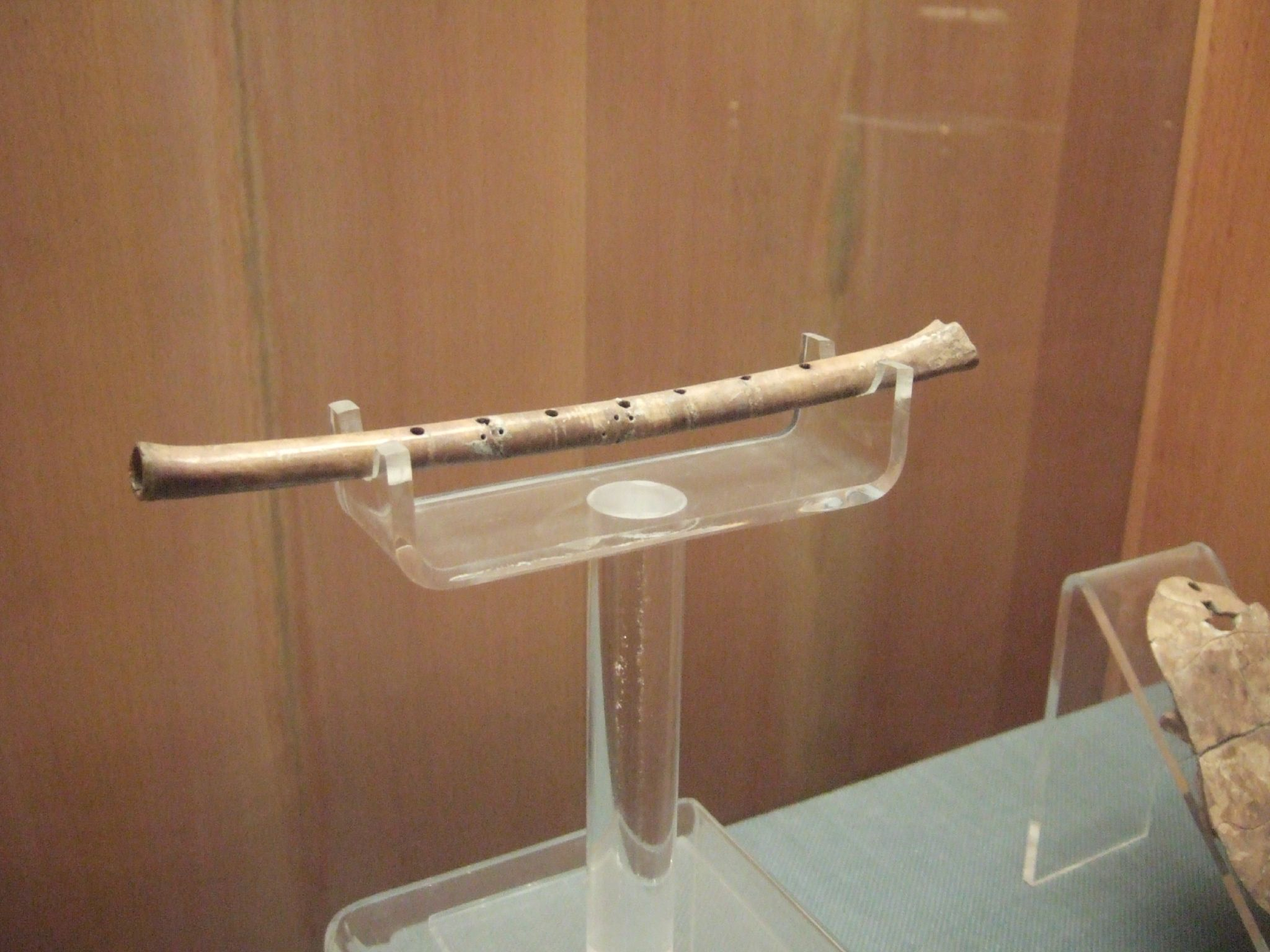

الموسيقى القديمة هي الموسيقى التي تطورت في الثقافات المقروءة والمكتوبة، لتحل محل موسيقى عصر ما قبل التاريخ. تشير الموسيقى القديمة إلى الأنظمة الموسيقية المختلفة التي طُورت عبر المناطق الجغرافية المختلفة مثل بلاد ما بين النهرين والهند وبلاد فارس ومصر والصين واليونان وروما. حُددت الموسيقى القديمة من خلال توصيف الدرجات والسلالم الموسيقية الأساسية. ومن المحتمل أنها انتقلت من خلال الأنظمة الشفهية أو المكتوبة.

## الهند القديمة
من الآلات الموسيقية التي استُخرجت من المواقع الأثرية لحضارة وادي السند، الفلوت ذو الثقوب السبعة وأنواع مختلفة من الآلات الوترية (براجننندة 1963).
تتكون السامافيدا من مجموعة ترانيم (سامهيتا) وأجزاء من ترانيم وأشعار منفصلة، جميعها ما عدا 75 منها، مأخوذة من الريجفدا، بهدف أن تُغنى، باستخدام ألحان مخصصة تسمى ساماغانا، يحددها كهنة الأودغاتار، في الأضحيات التي يتم بها إراقة عصير نبات السوما المنقى والمخلوط مع الحليب ومكونات أخرى، على الآلهة المختلفة (بوبلي 1920). في الهند القديمة، تضمن تحفيظ الفيدا المقدسة إعادة تلاوة النص الواحد تقريبًا إحدى عشر مرة (آنون. إن. دي).
ناتي شاستري هي أطروحة هندية قديمة عن الفنون التعبيرية، شملت المسرح والرقص والموسيقى. كُتبت في تاريخ غير محدد في فترة الممالك الهندية الوسطى (ما بين 200 ق م و200 م). تستند ناتي شاستري إلى ناتيا فيدا الأكثر قدمًا منها والتي احتوت على 36000 سلوكاس (غوش2002،2;رودا2009). لسوء الحظ لم تنجو أي نسخة من الناتيا فيدا، ويعتقد بعض الباحثين، أنه كُتبت من قبل عدة مؤلفين في أزمنة مختلفة. الشرح الأكثر موثوقية بخصوص ناتي شاستري هو ابهيناف بهاراتي الذي كتبه أبهينافاغوبتا (هيز).
في حين أن معظم النقاش حول الموسيقى في ناتي شاستري يركز على الآلات الموسيقية، إنه يؤكد أيضًا على العديد من الجوانب النظرية التي بقيت أساسية للموسيقى الهندية:
1. تأسيس الشادج كأول تدوين معرف للسلم أو الغرم (براجننندة 1963).
2. مبدآن لتوافق الأنغام: ينص المبدأ الأول على وجود درجة أساسية في السلم الموسيقي وهي أفيناشي وأفيلوبي، أي أن هذه الدرجة موجودة دائمًا وثابتة. المبدأ الثاني، غالبًا ما يُعامل كقانون، ينص على وجود توافق طبيعي بين الدرجات؛ الأفضل بين شادج وتاشادجا، ويليه ما بين شادج وبانشم.
3. اقترحت ناتي شاستري أيضًا مفهوم الأنماط الموسيقية أو جاتيز التي هي أصل فكرة التشكيلات اللحنية الحديثة المعروفة باسم راغس. وأكُّد دورها في استدعاء العواطف. بالتالي التراكيب المشدد عليها في تدوين غندارا أو يشيبها يقال إنها مرتبطة بتراجيديا (كارينو رازا) بينما يؤكد يشيبها على استحضارها للشجاعة (فيرا راس) (بوبلي1920).

توّضح جاتيز بمزيد من التفصيل في نص داتالم، والذي كُتب تقريبا في نفس الفترة الزمنية التي كتبت بها ناتي شاستري (براجننندة 1963، بوبلي 1920).